# سايمور لازار
سايمور لازار (بالإنجليزية: Seymour Lazar)‏ هو محامي أمريكي، ولد في 14 يونيو 1927، وتوفي في 30 مارس 2016.